# Fabulous Funnies
Fabulous Funnies est une série télévisée de dessin animé américaine en treize épisodes de 30 minutes produit par Filmation et diffusée du 9 septembre au 2 décembre 1978 sur le réseau NBC.
Cette série est inédite dans tous les pays francophones.

## Synopsis
Version animée de plusieurs personnages célèbres de comic strips américains à valeur pédagogique pour les plus jeunes avec une morale à chaque fin d'épisode.

## Distribution

### Voix originales
- June Foray : Broom Hilda
- Bob Holt : Alley Oop
- Alan Oppenheimer : Le capitaine
- Jayne Hamil : Nancy

## Épisodes
1. Animal Crack-Ups
2. School Daze
3. Comic-ition
4. Bods and Clods
5. Save Our World
6. But, Would You Want Your Sister to Marry an Artist?
7. Money Madness
8. Fear
9. Different Jokes for Different Folks
10. Death
11. Safety Second
12. Drinking
13. Shot in the Light